# Aeroportul Dwangwa
Aeroportul Dwangwa (IATA: DWA, ICAO: FWDW) este un aeroport din Regiunea Central, Malawi.
Situat la o altitudine de 489 m, aeroportul dispune de o singură pistă.